# Musaranya del Sudan
La musaranya del Sudan (Crocidura pasha) és una espècie de família de les musaranyes (Soricidae) que viu a Etiòpia, Mali, el Sudan i, possiblement també a Algèria. Viu a la sabana.